# Streptomyces
Streptomyces, ook wel streptomyceten genoemd, vormen een geslacht van filamenteuze, gram-positieve bacteriën in de familie Streptomycetaceae. Het is het grootste en bekendste bacteriegeslacht van het fylum Actinobacteria. Er zijn meer dan 800 soorten beschreven. De meeste streptomyceten komen voor in de bodem en op dood plantaardig materiaal. Ze produceren sporen en staan bekend om hun kenmerkende "aardse" bosgeur die het gevolg is van de productie van het vluchtige metaboliet geosmine. Verschillende stammen van dezelfde soort kunnen zeer uiteenlopende omgevingen koloniseren.
Streptomyceten worden gekenmerkt door een complex secundair metabolisme. Dit houdt in dat ze veel fysiologisch actieve verbindingen maken. Streptomyceten produceren meer dan 60% van alle antibiotica die de mens uit de natuur haalt, zoals neomycine, streptomycine, cypemycine, antimycine-A en chlooramfenicol. Deze verbindingen worden door streptomyceten aangemaakt om concurrerende bacteriën uit te schakelen, bijvoorbeeld door de opbouw van hun celwand te verstoren of hun eiwitsynthese stil te leggen.
Streptomyceten zijn over het algemeen geen ziekteverwekkers. Er zijn echter enkele schimmelinfecties gelinkt aan S. somaliensis en S. sudanensis, twee soorten die voorkomen in Afrika. Ook planten kunnen door deze bacteriën worden geïnfecteerd.